# Незе-Сеген, Янник
Янник Незе-Сеген (фр. Yannick Nézet-Séguin, 6 марта 1975, Монреаль) — канадский (квебекский) пианист и дирижёр. Иностранный член Американского философского общества (2022).

## Биография
Из семьи университетских преподавателей, соединил фамилии матери и отца. С пяти лет занимается музыкой, в десять решил стать дирижёром. Окончил Квебекскую консерваторию музыки и театра как пианист. Изучал хоровое дирижирование в музыкальном колледже в Принстоне (Нью-Джерси). Учился у Карло Марии Джулини, которого — наравне с Шарлем Дютуа — считает своим наставником.
Чаще всего выступает как оперный дирижёр. Дирижировал также симфониями Бетховена, Брукнера, Малера, Немецким реквиемом Брамса.

## Личная жизнь
Незе-Сеген живет в Монреале и Филадельфии со своим партнёром Пьером Турвиллем, альтистом
Orchestre Métropolitain.

## Карьера
- В 1994 стал музыкальным директором Монреальского полифонического хора, Лавальского хора — в 1995.
- В 1995 же создал свой ансамбль и хор Монреальская капелла, с которым выступал до 2002.
- С 2000 — музыкальный директор Столичного оркестра Большого Монреаля, его контракт продлен до 2015.
- С 2003 — главный приглашенный дирижёр Victoria Symphony (Британская Колумбия).
- В 2005 и 2006 — приглашённый дирижёр Роттердамского филармонического оркестра, в 2008 — 2015 гг. его главный дирижёр, преемник Валерия Гергиева.
- В 2005—2006 дирижировал британским оркестром Северная симфония, в 2007 — Лондонским филармоническим оркестром и Камерным оркестром Шотландии. В 2008 — 2014 г. — главный приглашенный дирижёр ЛФО.
- В 2008 и 2009 выступил с Филадельфийским оркестром, в 2010 стал его музыкальным руководителем (контракт подписан до 2026 года)[6].
- С 2020 года — музыкальный руководитель Метрополитен-опера[7].

## Оперный репертуар
| Год  | Композитор | Опера               | Место              |
| ---- | ---------- | ------------------- | ------------------ |
| 2010 | Бизе       | «Кармен»            | Метрополитен-опера |
| 2010 | Верди      | «Дон Карло»         | Метрополитен-опера |
| 2011 | Гуно       | «Фауст»             | Метрополитен-опера |
| 2013 | Верди      | «Травиата»          | Метрополитен-опера |
| 2014 | Дворжак    | «Русалка»           | Метрополитен-опера |
| 2015 | Верди      | «Отелло»            | Метрополитен-опера |
| 2017 | Вагнер     | «Летучий голландец» | Метрополитен-опера |
| 2018 | Вагнер     | «Парсифаль»         | Метрополитен-опера |
| 2018 | Штраус     | «Электра»           | Метрополитен-опера |

## Признание и награды
- Премия Вирджинии Паркер (2000)
- Канадская музыкальная премия Опус (2005)
- Премия Королевского филармонического общества Великобритании молодому артисту (2009)
- Почётный доктор Университета Квебека (2011)
- Орден Канады (2012)